# Salomone Rossi
Salamone Rossi, llamado El judío (Mantua, 19 de agosto de 1570 aproximadamente – Mantua, 1630) fue un compositor y violinista italiano de origen judío. Rossi fue una figura de transición entre finales del Renacimiento italiano y principios del período barroco.
De 1578 a 1628 estuvo al servicio de la corte de Mantua y se le considera como uno de los mejores compositores de música instrumental más notables de su tiempo. De 1587 a 1628 estuvo al servicio de los duques de Mantua. Publicó un libro de Canzonette, a tres voces (1589); uno de madrigales, a cuatro voces (1614): de otros cinco (1600, 1602, 1603, 1610 y 1622, y numerosas ediciones posteriores); cuatro libros de sonatas; cánticos; salmos e himnos, de tres y cuatro voces.
Musicó poemas de Cesare Rinaldi en forma de madrigales. Además, colaboró con Claudio Monteverdi y otros en el drama lírico Maddalena. Samuel Naumbourg y Vincent d'Indy publicaron una selección de las obras vocales de Rossi (1877), y Riemann algunas composiciones instrumentales en «Alte Kammermusik».